# Mag ik u kussen? (Nederland)
Mag ik u kussen? is een Nederlandse humoristische 'datingshow' die vanaf 25 september 2011 twee seizoenen lang op televisie werd uitgezonden door de AVRO. De show is gebaseerd op het gelijknamige programma van de Vlaamse zender Canvas. Het tweede seizoen ging van start in april 2012.
Drie komedianten, twee Nederlandse en één Vlaamse, binden de strijd met elkaar aan om de gunsten van een bekende Nederlander, in de regel een vrouw. Het spel bestaat uit verschillende rondes, en na elke ronde deelt de vrouw in het geheim punten uit aan de comedians. Na de ronde 'Het vragenvuur' wordt onthuld welke van de drie deelnemers de minste punten heeft. Deze deelnemer is de zogeheten 'loser' en valt af. De overige twee komedianten nemen het nog één keer tegen elkaar op, waarna de vrouw bekendmaakt wie het wat haar betreft het best heeft gedaan en dus de winnaar is. Deze winnaar mag aan het eind van het programma de vrouw kussen.
Naar Vlaams voorbeeld worden in de laatste uitzending van elk seizoen de rollen omgedraaid en strijden drie vrouwen om de kus van een begeerlijke man, in het eerste seizoen cabaretier en acteur Viggo Waas, in het tweede acteur en danser Jan Kooijman.
De presentatie van Mag ik u kussen? was in handen van Art Rooijakkers.

## Afleveringen

### Seizoen 1
| Nr. | Uitzenddatum      | Te verleiden kandidaat | Comedians                                              | Winnaar          | Kijkcijfers |
| --- | ----------------- | ---------------------- | ------------------------------------------------------ | ---------------- | ----------- |
| 1   | 25 september 2011 | Katja Schuurman        | Lieven Scheire, Klaas van der Eerden, Jandino Asporaat | Lieven Scheire   | 381.000     |
| 2   | 9 oktober 2011    | Jennifer Hoffman       | Bart Cannaerts, Leo Alkemade, Edo Brunner              | Leo Alkemade     | 380.000     |
| 3   | 16 oktober 2011   | Victoria Koblenko      | Philippe Geubels, Jandino Asporaat, Martijn Koning     | Philippe Geubels | 426.000     |
| 4   | 23 oktober 2011   | Do                     | Bart Cannaerts, Leo Alkemade, Martijn Koning           | Bart Cannaerts   | 360.000     |
| 5   | 30 oktober 2011   | Lauren Verster         | Lieven Scheire, Michel Wolf, Howard Komproe            | Lieven Scheire   | 348.000     |
| 6   | 6 november 2011   | Annette Gerritsen      | Philippe Geubels, Korneel Evers, Roué Verveer          | Roué Verveer     | 290.000     |
| 7   | 13 november 2011  | Kim Feenstra           | Jeroen Leenders, Patrick Stoof, Jandino Asporaat       | Jandino Asporaat | 428.000     |
| 8   | 20 november 2011  | Susan Smit             | Philippe Geubels, Leo Alkemade, Murth Mossel           | Leo Alkemade     | 334.000     |
| 9   | 27 november 2011  | Viggo Waas             | Carolien Borgers, Kristel Zweers, Soundos El Ahmadi    | Carolien Borgers | 288.000     |

### Seizoen 2
| Nr. | Uitzenddatum  | Te verleiden kandidaat | Comedians                                           | Winnaar          | Kijkcijfers |
| --- | ------------- | ---------------------- | --------------------------------------------------- | ---------------- | ----------- |
| 1   | 8 april 2012  | Gigi Ravelli           | Philippe Geubels, Tim Kamps, Jandino Asporaat       | Philippe Geubels | 287.000     |
| 2   | 15 april 2012 | Halina Reijn           | Jelle De Beule, Leo Alkemade, Roué Verveer          | Roué Verveer     | 245.000     |
| 3   | 22 april 2012 | Sandra Schuurhof       | Philippe Geubels, Leo Alkemade, Korneel Evers       | Leo Alkemade     | 245.000     |
| 4   | 29 april 2012 | Nicolette Kluijver     | Lieven Scheire, Rayen Panday, Pieter Derks          | Rayen Panday     | 220.000     |
| 5   | 6 mei 2012    | Angela Groothuizen     | Jonas Van Thielen, Martijn Koning, Tim Kamps        | Martijn Koning   | 198.000     |
| 6   | 13 mei 2012   | Lieke van Lexmond      | Philippe Geubels, Jandino Asporaat, Peter Pannekoek | Jandino Asporaat | 269.000     |
| 7   | 20 mei 2012   | Kelly Weekers          | Jelle De Beule, Martijn Koning, Rayen Panday        | Martijn Koning   | 259.000     |
| 8   | 27 mei 2012   | Jan Kooijman           | Ilse Warringa, Carolien Borgers, Hadewych Minis     | Carolien Borgers | 178.000     |

Andermans Veren ·
Atlas ·
Babbelonië ·
BankGiro Loterij Restauratie ·
Blik op de weg ·
Bloedverwanten ·
Buitenhof** ·
Dag Juf, tot morgen ·
De Astronautjes ·
De Bereboot ·
De Brekers ·
De Droomshow ·
De Sleutels van Fort Boyard ·
De tiende van Tijl ·
De Troon ·
Die is de mol! ·
EenVandaag* ·
Een mens wil... ·
Eén van de acht ·
Expeditie Poolcirkel*** ·
Fort Boyard ·
Gouden Televizier-Ring Gala ·
Hoe heurt het eigenlijk? ·
In de hoofdrol ·
Join the Beat ·
Junior Eurovisiesongfestival ·
Junior Songfestival ·
Karel ·
Kinderprinsengrachtconcert ·
Koefnoen ·
Kom er maar eens achter ·
Lawaaipapegaai ·
Mag ik u kussen? ·
Mensen zoals jij en ik ·
Missers! ·
Nederland in Beweging!**** ·
Ontdek je plekje ·
Op de Bon ·
Op zoek naar Danny & Sandy ·
Op zoek naar Evita ·
Op zoek naar Joseph ·
Op zoek naar Maria ·
Op zoek naar Mary Poppins ·
Op zoek naar Zorro ·
Opium ·
Opsporing Verzocht ·
Prinsengrachtconcert ·
Service Salon ·
Sterrenjacht ·
Sterrenslag ·
Stuif es in ·
Telebingo ·
Televizier ·
The Phone ·
Toppop3 ·
Tussen Kunst & Kitsch ·
Vinger aan de Pols ·
We gaan nog niet naar huis ·
Wedden dat..? ·
Wie-kent-kwis ·
Wie is de Mol? ·
Wie is de Mol? Junior ·
Wordt Vervolgd
* In samenwerking met de TROS
** In samenwerking met VARA en VPRO
*** Dit programma is overgegaan naar RTL 5
**** Dit programma is overgegaan naar MAX